# روز استقلال (فیلم ۱۹۹۶)
روز استقلال (به انگلیسی: Independence Day) یک فیلم اکشن و علمی تخیلی آمریکایی به کارگردانی و نویسندگی رولاند امریش که در سال ۱۹۹۶ منتشر شد. در این فیلم بازیگرانی متشکل از ویل اسمیت، بیل پولمن، جف گلدبلوم، مری مک دانل، جود هیرش، مارگارت کالین، رندی کواید، رابرت لاگیا، جیمز ربهورن و هاروی فیرستین به ایفای نقش می‌پردازند. این فیلم بر روی گروه‌های متفاوتی از مردم تمرکز می‌کند که در صحرای نوادا پس از یک حمله جهانی توسط یک نژاد قدرتمند فرازمینی گرد هم می‌آیند. با سایر مردم جهان، آنها در ۴ ژوئیه - روز استقلال آمریکا، یک ضد حمله را آغاز کردند.
روز استقلال که نقطه عطفی مهمی در تاریخ فیلم پرفروش هالیوود در نظر گرفته می‌شود، در خط مقدم فیلم فاجعه بار و علمی تخیلی بزرگ در اواسط اواخر دهه ۱۹۹۰ قرار داشت. این فیلم در ۳ ژوئیه ۱۹۹۶ در سراسر جهان اکران شد، اما در ۲ ژوئیه (همان روزی که داستان فیلم شروع می‌شود) در نسخه اصلی در نتیجه سطح بالایی از انتظار در بین تماشاگران به نمایش درآمد. این فیلم نقدهای متفاوتی دریافت کرد، با تحسین برای اجرا، موسیقی و جلوه‌های بصری اما انتقاداتی برای شخصیت‌های آن. این فیلم بیش از ۸۱۷٫۴ میلیون دلار در سراسر جهان فروخت، که به پرفروش‌ترین فیلم سال ۱۹۹۶ و دومین فیلم پرفروش تاریخ در آن زمان، پس از پارک ژوراسیک (۱۹۹۳) تبدیل شد. این فیلم برنده جایزه اسکار بهترین جلوه‌های بصری و نامزد جایزه اسکار بهترین صدا شد.

## تولید
فیلمبرداری در ۲۸ ژوئیه ۱۹۹۵ در شهر نیویورک آغاز شد و فیلم در ۸ اکتبر ۱۹۹۵ به پایان رسید.

## قسمت دوم
در ابتدا ژوئن ۲۰۱۱، دولین تأیید کرد که او و امریش برای دو دنباله برای تشکیل یک سه‌گانه، درمان نوشته‌اند. هر دو تمایل به بازگشت ویل اسمیت را ابراز کردند. با این حال، در اکتبر ۲۰۱۱، به دلیل امتناع کمپانی فاکس از ارائه دستمزد ۵۰ میلیون دلاری درخواست شده توسط اسمیت برای دو دنباله، بحث بر سر بازگشت اسمیت متوقف شد. اما امریک تضمین داد که فیلم‌ها پشت سر هم فیلم‌برداری خواهند شد، بدون توجه به نقش اسمیت.
سرانجام روز استقلال: بازخیز در تاریخ ۲۴ ژوئن ۲۰۱۶ تقریباً ۲۰ سال پس از اکران فیلم نخست در سینماهای سراسر دنیا بر روی پرده رفت.